# 佐野肇
佐野 肇（さの はじめ、1921年7月13日 - 2003年6月24日）は、日本の経営者、薬学博士。中外製薬社長を務めた。宮城県仙台市出身。

## 経歴
1944年に東京帝国大学第一工学部火薬学科を卒業し、同年に日本火工に入社し、陸軍兵器学校、陸軍技術中尉を経て、1947年10月に中外製薬に入社。
1964年5月に取締役に就任し、1974年11月に常務、1985年3月に専務を経て、1987年3月から1992年10月までに社長を務めた。
2003年6月24日肺炎のために死去。81歳没。